# Firebox Records
Firebox Records war ein 2001 von Rami Hippi gegründetes und 2013 geschlossenes Plattenlabel aus Finnland, welches hauptsächlich Bands aus den Stilbereichen Gothic Metal sowie Death- und Funeral-Doom unter Vertrag nahm. Hippi gründete nach eigenen Angaben das Label, da der Kauf und Verkauf von Metalalben in Finland erschwert sei und ihm die Musiklandschaft des Landes im Jahr 2001 missfiel.
Zu den bekanntesten Vertreter zählten Dauntless, Swallow the Sun, Misery Inc., Saturnus und Scent of Flesh. Ansässig war Firebox Records in Seinäjoki, Südösterbotten. Die Veröffentlichungen des Labels waren meist als Compact Disc im Labeleigenen Onlineshop verfügbar. Der Shop existiert trotz der Labelaufgabe weiterhin.
Als Label unterhielt Firebox die Sublabel Firedoom Music seit 2004, Roihu Records seit 2005 und Off Records Finland seit 2007. Firedoom widmete sich ebenfalls diversen Doom-Metal-Bands, insbesondere Death-Doom-Interpreten, nachdem sich Firebox auch zunehmend weiteren Metalspielarten wie Thrash Metal und Melodic Death Metal widmete. Roihu Records legte hingegen einen Schwerpunkt auf Black- und Dark-Metal. Off Records war spezialisiert auf Hardcore Punk. Auch die Aktivitäten der Sublabel wurden 2013 eingestellt.

## Künstler (Auswahl)
| Firebox Records - Dauntless - Grendel - Misery Inc. - Saturnus - Scent of Flesh - Swallow the Sun - Until Death Overtakes Me - Zatokrev | Firedoom Music - Aarni - Ablaze in Hatred - Colosseum - Doom:VS - Funeral - Mar de Grises - My Shameful - Pantheist - Rainroom - Torture Wheel - Tyranny | Off Records Finland - Gotham O.D - Aivolävistys - Manufacturer’s Pride - Soulfallen | Roihu Records - Mustan Kuun Lapset - Wasara - Kamara |